# Kabinettschef
Mit Kabinettschef (französisch Chef de cabinet; auch Kabinettchef, „Chef des Kabinetts“) wird im Allgemeinen der Chefberater eines politischen Entscheidungsträgers bezeichnet. Die Bezeichnung folgt einer französischen politischen Tradition und ist vor allem in Frankreich, Kanada, Belgien, Österreich und in der Europäischen Union üblich. Auch der Leiter des UN-Sekretariats führt diesen Titel.
Der Kabinettschef ist die erste Person, die eine politische Führungsperson in Fragen der Analyse und Strategie konsultiert. Seine Beratungsfunktion kann auch regelmäßige (Vor-)Kontakte mit Externen, insbesondere anderen politischen Akteuren (Regierungszusammenarbeit, Koordination in der öffentlichen Verwaltung usf.), Interessensvertretungen (Lobbyismus) oder Journalisten umfassen (Pressearbeit). Auch personalpolitische Entscheidungen seines „Chefs“ werden oft von ihm vorbereitet und begleitet (Personalchef).
Der Kabinettschef sitzt einem Gremium von Beratern vor, das meist noch aus einem Stellvertreter und einfachen Mitgliedern besteht.

## Beispiele
- EU-Kabinettschefs: Innerhalb der Europäischen Union sind diese Kabinette sowohl bei Kommissaren als auch bei anderen Funktionen, z. B. bei Generaldirektoren der Verwaltung der Institutionen der EU oder des Präsidenten des Europäischen Parlamentes bekannt.
- In Österreich ist das Kabinett des Bundeskanzlers von den Kabinetten der Bundesminister zu unterscheiden. In beiden Fällen spricht man vom Leiter als Kabinettschef. Die Kabinettschefs sowie deren Stellvertreter gehören zu den einflussreichsten Personen der Politik des Landes.[2]
- In Frankreich ist der chef de cabinet eine Art Leiter des Ministerbüros bzw. der Chef der persönlichen Referenten eines Ministers.